# Dyes & Co. (Hannover)

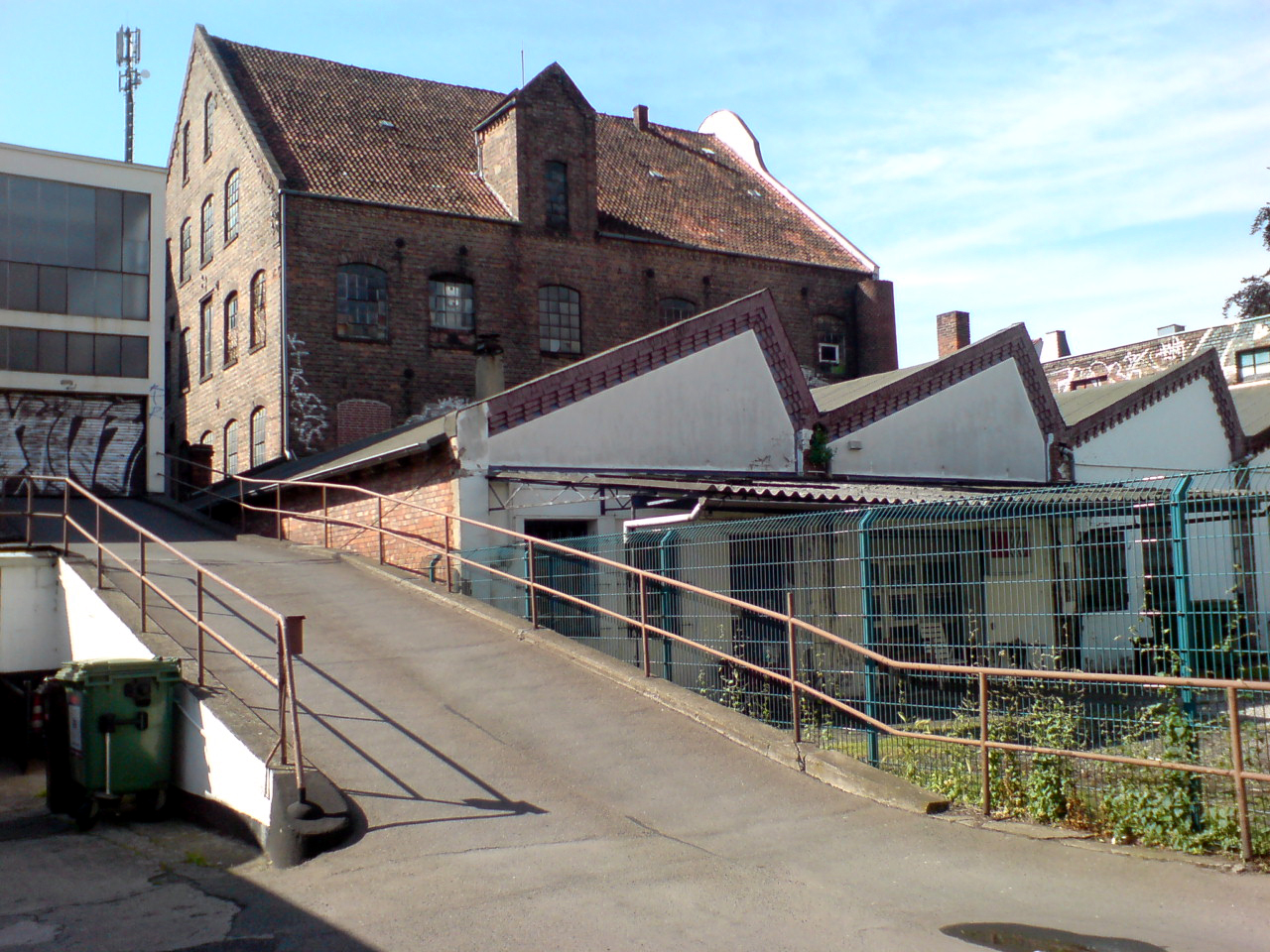
Erste Fabrik von 1901 von Dyes & Co. an der Podbielskistraße in Hannover-List

Dyes & Co. in Hannover war eine Fabrik zur Herstellung von Möbeln und eine Marke insbesondere für Büromöbel. Standort der 1901 errichteten Fabrik, an der die Geschichte der Firma Dyes & Co. ihren Ursprung hatte, ist die Podbielskistraße 196/198 im Stadtteil List. Für die Gebäude bestehen Abriss- und Umbauvorhaben.

## Geschichte

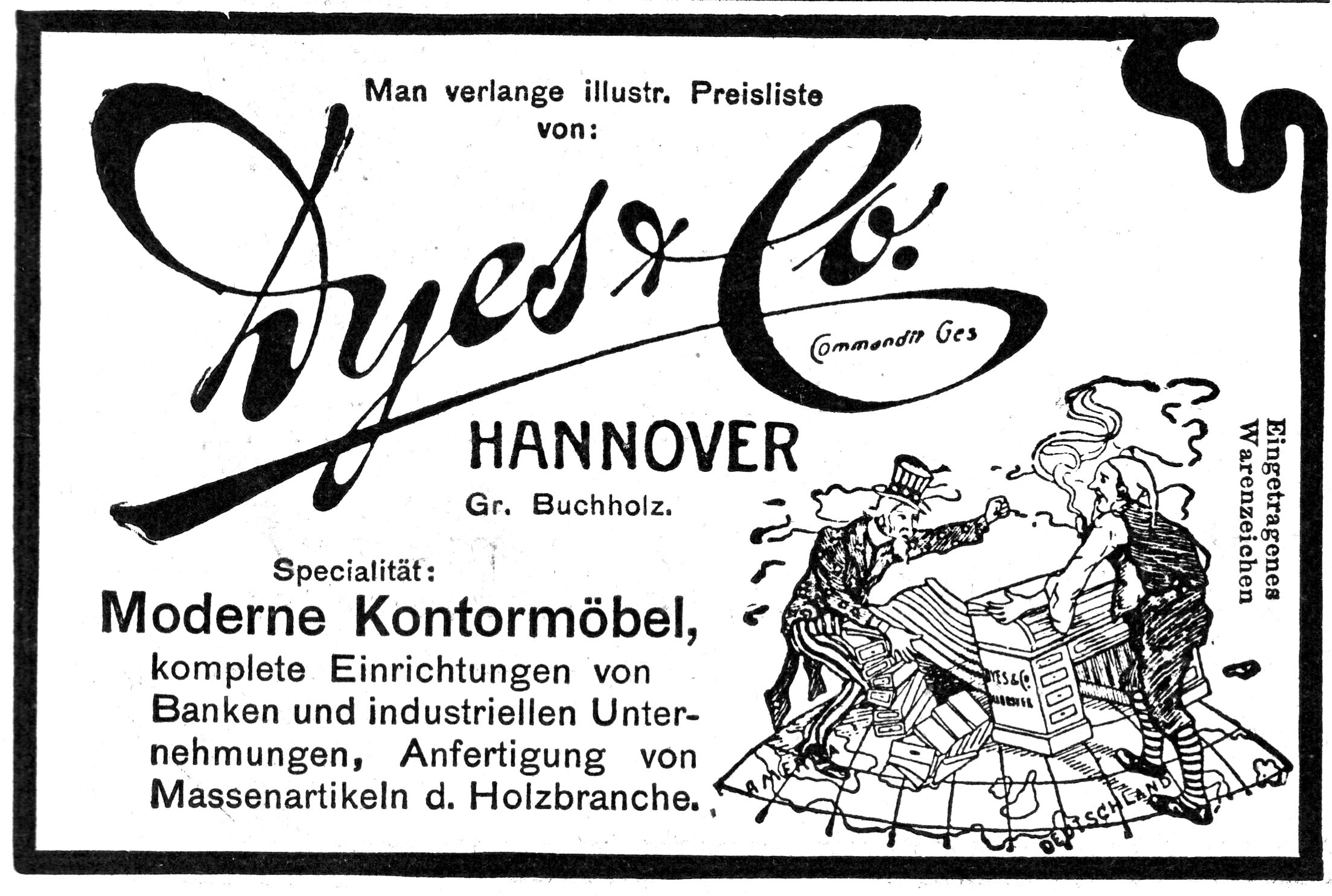
Anzeige aus dem Jahr 1904

Nach der Gründung der Firma Dyes & Co. 1901 durch die Brüder Otto-Ferdinand und Gottfried Hermann Dyes sowie Viktor Schmidt fertigte die Möbelfabrik an der Podbielskistraße unter Zuhilfenahme des frisch eingeführten elektrischen Kraftantriebs anfangs neben Büromöbeln auch Betten und Matratzenrahmen aus Holz.
1934 wurden die Gebäude in Hannover verkauft an die Brüder Frederiksen. Diese zogen mit der nunmehrigen Dyes & Co. Nachfolger F. & H. Frederiksen Möbelfabrik Bad Münder a/D nach Bad Münder am Deister. In der Folge wurden die Fabrikgebäude in Hannover von den Nationalsozialisten als SA-Heim genutzt. Eine Lagerhalle wurde hingegen zur katholischen Kirche St. Bruder Konrad umgebaut.
Die übrigen Gebäude in Hannover wurden spätestens seit 1986 von der Spedition Möbeltransport Urban genutzt.
Für das Gelände der alten Fabrikanlagen in Hannover wurde 2010 eine Bauvoranfrage an den Bezirksrat Vahrenwald-List zum Bau eines eingeschossigen Discounters abschlägig beschieden; der Bereich soll stattdessen viergeschossig bebaut werden. 2015 wurde alles abgerissen.

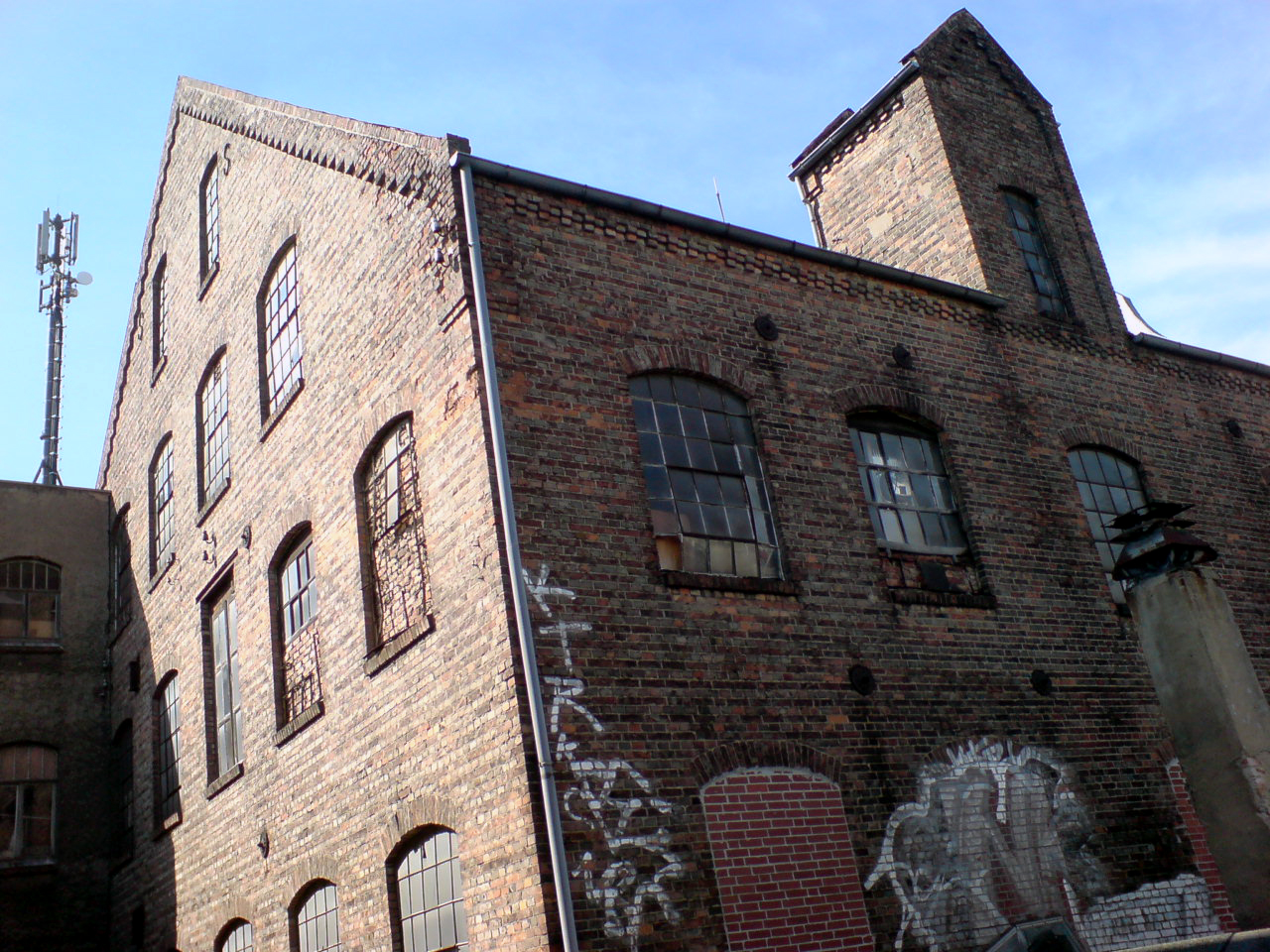
Detail der Gebäude
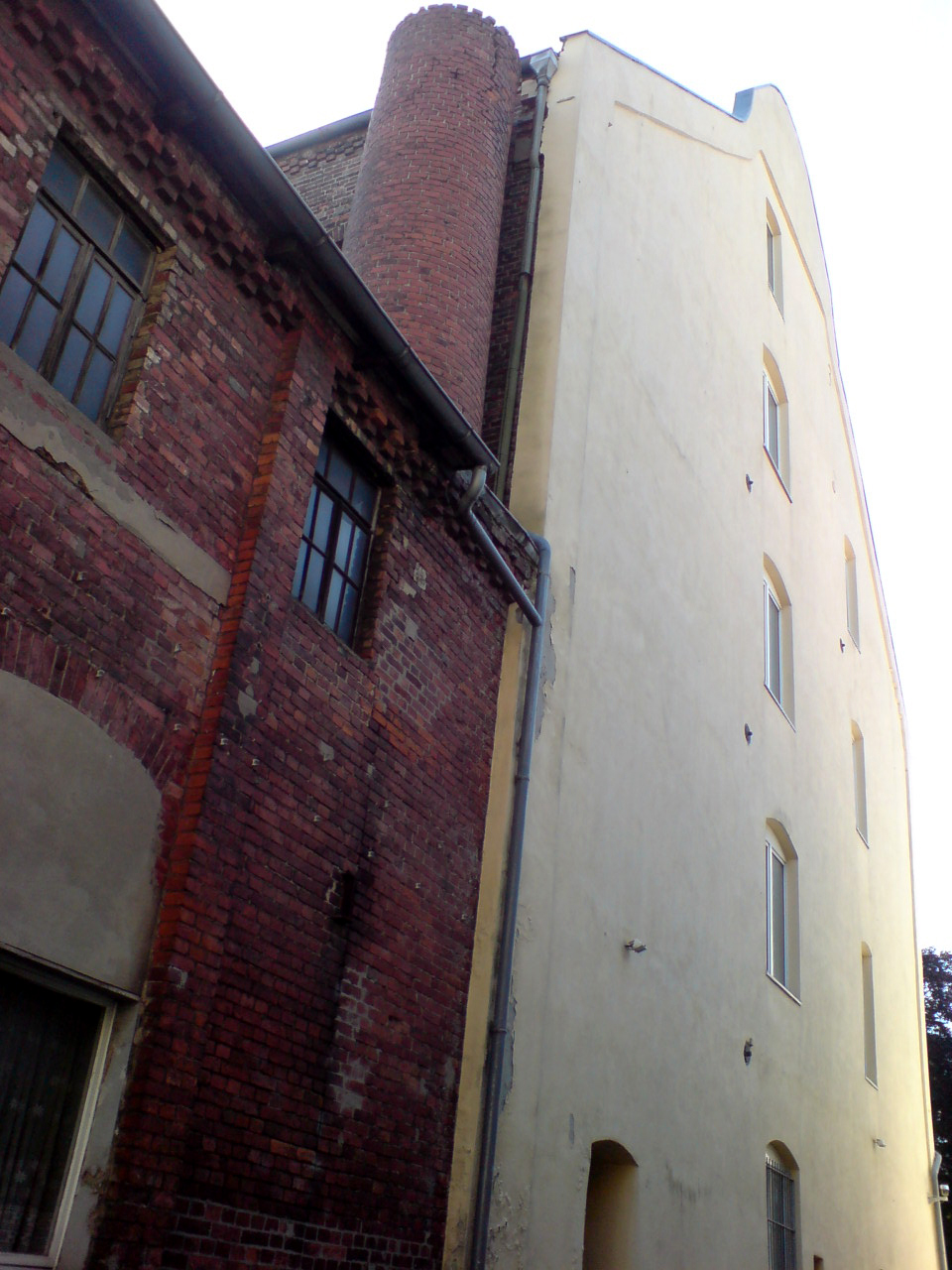
Reste des Schornsteins an der Durchfahrt
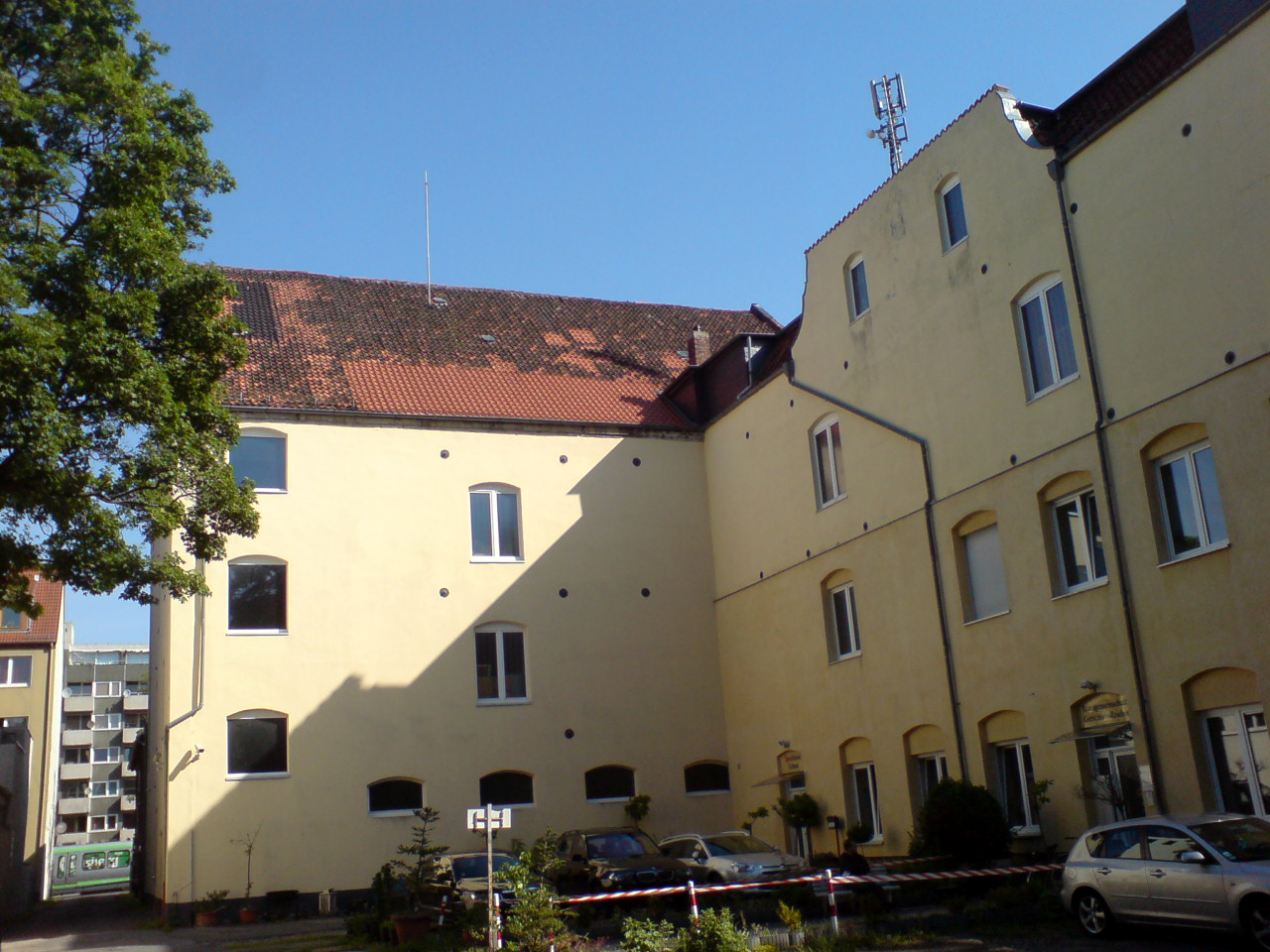
Ansicht vom Hof
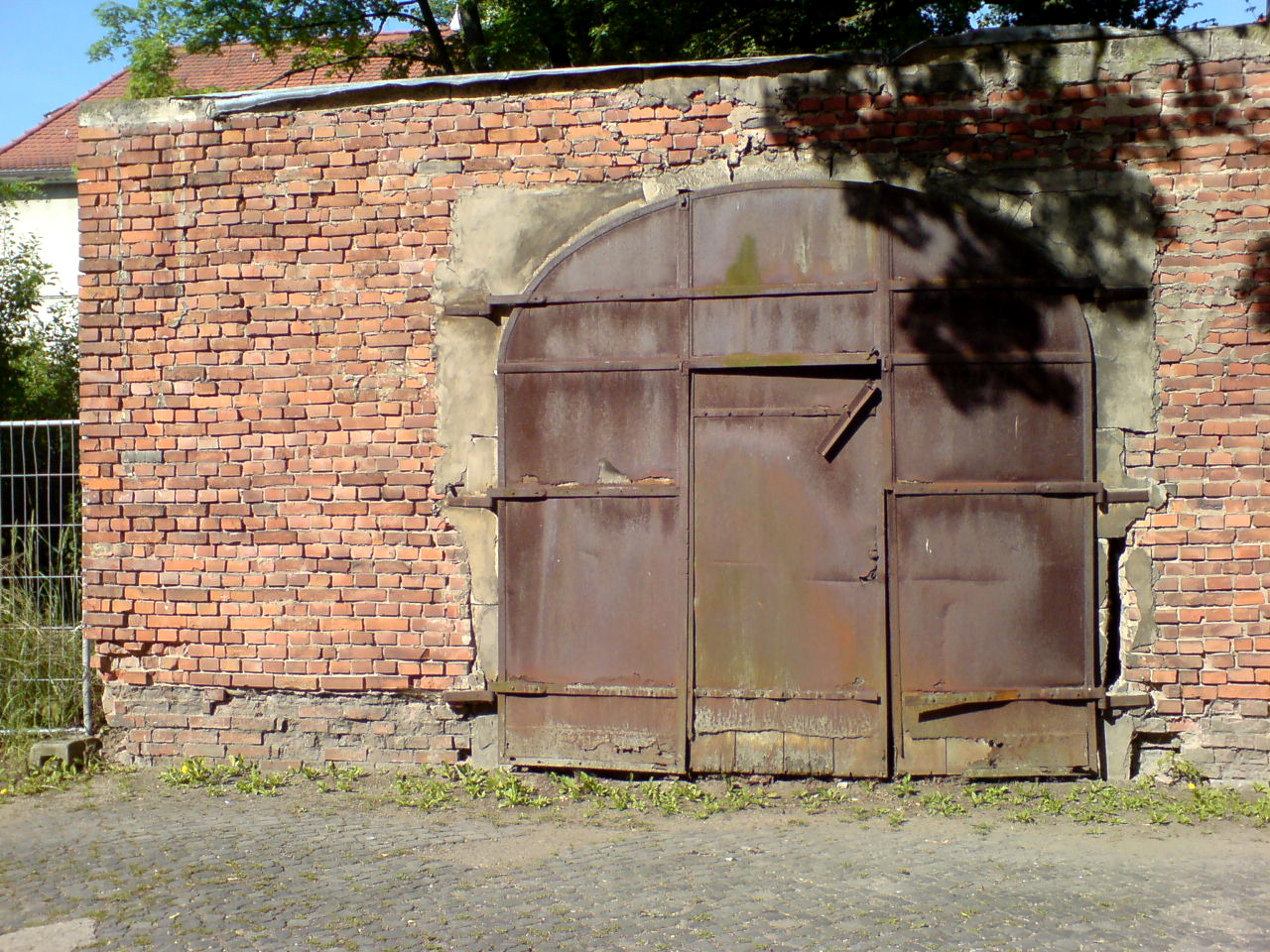
Mauer und eisernes Tor